# Ernesto Azzini
Ernesto Azzini (* 17. Oktober 1885 in Rodigo; † 14. Juli 1923 in Mailand) war ein italienischer Radrennfahrer.
Azzini war der Bruder der Radprofis Luigi Azzini und Giuseppe Azzini. Im Jahr 1910 war Azzini der erste italienische Radrennfahrer, der eine Etappe der Tour de France gewinnen konnte. Im selben Jahr gewann er auch eine Etappe des Giro d’Italia 1910. Seine zweite Etappe dieser Rundfahrt gewann er 1912. Sein Spitzname lautete El du meter. Azzini konnte insgesamt neun Tageserfolge bei bedeutenden Rennen erringen.
1914 wurde Azzini als Soldat eingezogen und nahm am Ersten Weltkrieg teil. 1919 begann er wieder, Rennen zu fahren, jedoch war sein Körper von den Jahren im Kriegsdienst geschwächt. 1923 verstarb er an Tuberkulose, wie knapp zweieinhalb Jahre später auch sein jüngerer Bruder Giuseppe.

## Erfolge
1906
- Mailand–Verona

1907
- GP Peugeot

1908
- Mailand–Verona
- San Remo–Vintimilli–San Remo

1910
- eine Etappe Tour de France
- eine Etappe Giro d’Italia
- Coppa Savona

1912
- eine Etappe Giro d’Italia
- Corsa del Commercio